# كوستا بيكاناك
كوستا بيكاناك (و. 1879 – 1944 م) هو جندي  من الدولة العثمانية، ومملكة صربيا، ومملكة يوغوسلافيا، ولد في ديكان، بدأ مشواره المهني سنة 1903، ويحمل رتبة عسكرية فويفودا ‏، توفي في Sokobanja ‏، عن عمر يناهز 65 عاماً.